# Pavel Petera
Pavel Petera (6. května 1942 – 23. prosince 2013) byl československý basketbalový trenér, sportovní funkcionář a sportovní novinář. Byl otcem podnikatele a tenisového trenéra Tomáše Petery.

## Život
Po vystudování Fakultu tělesné výchovy a sportu působil Pavel Petera nejprve jako ústřední metodik a ústřední trenér na sekci košíkové ÚV ČSTV. Poté pracoval jako trenér reprezentačního družstva juniorů Československa (1971–1974), trenér dorostenců v klubu Sparta Praha (1974–1977) a trenér reprezentačního družstva mužů Československa (1977–1987), s nímž získal na mistrovství Evropy druhé místo v roce 1985 v Německu a dvakrát třetí místo (1977 v Belgii a 1981 v Praze).
V letech 1987–1989 byl trenérem basketbalového ligového klubu Aris Soluň (Řecko).
V roce 1987 vedl jako trenér ve 3 utkáních výběr Evropy: dne 17.6.1987 (Tel Aviv, Izrael) Výběr Evropy - Maccabi Tel Aviv 108:87, dne 19.6.1987 (Soluň, Řecko) Výběr Evropy - Řecko 109:101, dne 21.6.1987 (Sofia, Bulharsko) Výběr Evropy - Bulharsko 129:82.
Po skončení trenérské kariéry se věnoval zejména novinářské a publicistické činnosti, byl šéfredaktorem deníku Sport a spolupracoval s Československým rozhlasem a Československou televizí.

## Trenérská kariéra
- sekce košíkové ÚV ČSTV: od roku 1967 ústřední metodik, od roku 1970 ústřední trenér
- Československo, junioři: 1971–1974 trenér reprezentace Československa
- Sparta Praha: 1974–1977, spolu s Ivanem Mezerou trenér dorostenců Sparty Praha
- Československo, muži: 1976–1987 trenér reprezentace Československa
- Aris Thessaloniki (Řecko): trenér prvoligového klubu ligy basketbalu

### Výsledky s reprezentací Československa mužů
- Olympijské hry 1980, Moskva (9. místo)
- Mistrovství světa 1978, Filipíny (9. místo) a 1982, Kolumbie (10. místo)
- Mistrovství Evropy 1977, Belgie (3. místo), 1979, Itálie (4. místo), 1981, Praha (3. místo), 1983, Francie (10. místo), 1985, Německo (2. místo), 1987, Řecko (8. místo)

## Literární dílo
- Svět dlouhánů (Pavel Petera, Jan Kotrba), Nakladatelství Olympia. Edice Stadion, 1989
- NBA, historie a současnost (Petr Kolář, Pavel Petera), Jan Vašut, 1998